# Total Commander
Total Commander es un gestor de archivos para Windows, Windows CE, Windows Mobile, y Android.  Disponible en versiones 16 bits, 32 bits y 64 bits, para todas las versiones de Windows y es totalmente funcional en linux bajo WINE. También existe una versión freeware de Total Commander para la plataforma Windows Mobile y para Android

## Historia
Fue creado por Christian Ghisler, escrito en Delphi 2 (versión 32-bit) y Delphi 1 (versión 16-bit). Actualmente está escrito en Object Pascal. 
De 1993 hasta 2002 Total Commander se llamó Windows Commander; el nombre fue cambiado en 2002 por miedo a una demanda judicial después de que el desarrollador recibiera una carta de Microsoft indicando que la palabra "Windows" era una marca registrada por ellos.

## Características
El tamaño del archivo de instalación es de aproximadamente 8 MB, aunque la instalación final requiere (con todos los archivos de idiomas) cerca de 23 MB. Algunas características incluyen un cliente FTP integrado, comparación de archivos, navegación de archivos comprimidos y una versátil herramienta de multi-renombrado con soporte de expresiones regulares.
La versión principal es shareware, el usuario debe registrarlo o borrarlo dentro de los 30 días. La versión no-registrada muestra una ventana que pide el registro cada vez que se abre el programa, pero se mantiene la funcionalidad completa, incluso una vez terminado el plazo de los 30 días.
El programa es extensible por programadores vía un API abierta y tiene la habilidad para unirse a programas externos para ver y editar archivos. Varios complementos están disponibles gratuitamente (por ejemplo; para formatos de compresión o imágenes), mientras que otros más avanzados son comerciales.
Una característica notable de Total Commander es además de permitir acceso a particiones de Windows del disco duro, también puede acceder a particiones de Linux (sistemas de archivos ext2, ext3 y Reiser) desde la misma máquina. Por ende, para computadoras en configuración dual-boot (con más de un sistema operativo instalado) con ambos Windows y Linux, Total Commander permite un sólido acceso a todos los archivos almacenados en el disco duro.